# Mildred McDaniel
Mildred Louise »Millie« McDaniel-Singleton, ameriška atletinja, * 4. november 1933, Atlanta, ZDA, † 30. september 2004, Pasadena, ZDA.
Nastopila je na poletnih olimpijskih igrah leta 1956, kjer je dosegla uspeh kariere z osvojitvijo naslova olimpijske prvakinje v skoku v višino. Ob olimpijskem naslovu je postavila še nov svetovni rekord v skoku v višino s 1,76 m, ki je veljal eno leto.  